# Wólka Żukowska
Wólka Żukowska – wieś w Polsce położona w województwie mazowieckim, w powiecie siedleckim, w gminie Mokobody. Ma status sołectwa.
Wierni Kościoła rzymskokatolickiego należą do parafii Wniebowzięcia NMP w Niwiskach.
W latach 1975–1998 miejscowość administracyjnie należała do województwa siedleckiego.
3 km od rzeki Liwiec. Teren ciekawy pod względem ornitologicznym. Możliwość obserwacji czajki zwyczajnej, żurawia zwyczajnego, dudka zwyczajnego, dzierzby gąsiorka, błotniaka stawowego, sąsiadujący z obszarem Natura 2000, Doliną Liwca terenem objętym specjalną ochroną ptaków (Dyrektywa Ptasia).